# XP-46戰鬥機
XP-46是1939年寇蒂斯向美國陸軍航空隊推銷的戰鬥機，但1940年放棄研發，相關研究成果則轉用於P-40後續改良。

## 簡介
1939年P-40量產後，寇蒂斯公司同樣的關注歐洲戰火，而從歐洲得到的最新消息也顯示當今的主力商品並不具優勢。未來戰機要有更強勁的火力、完整的防護力，以及高速飛行性能。
寇帝斯首席工程師唐納文·瑞斯·柏林將他對新型戰機的構想交遞給美國陸軍航空隊，軍方也很重視他的見解；因而促成在1939年9月29日，美國陸軍航空隊和寇廠簽約，委託寇廠提供更新型的技術成品接替P-40，抵銷歐戰出現的最新機型優勢，代號XP-46，生產序列號40-3053、40-3054；唐納文提出的設計方案則是一架增加動力輸出、強化火力，但縮小體積的P-40戰機，公司內代號Hawk-86。
新戰機配備了當時最新式之V-1710-39（F3R）發動機，發動機冷卻口移往機腹，使用全埋式起落架降低阻力，主翼將運用與Bf 109上運用的前緣縫翼提高飛行控制表現。而且將會有重量級戰機的火力:8挺7.62公厘機槍、2挺12.7公厘機槍；且具備最高時速400英里（643.7公里）以上的飛行性能。
在簽約後一個月，美國陸軍航空隊修改合約要求，除了維持既有火力之外，且要求寇廠的新戰機要有自封油箱及65磅（29公斤）的內裝防護裝甲，且新戰機需在全副武裝的情況下在3000公尺（15,000英尺）高度有著410英里（659.8公里）的極速表現。
這架飛機在尚未問世前即由英國駐美採購委員會替英國空軍部委託在1940年下單訂購，代號小鷹，預定取代P-40；然而在1940年6月，新型戰機被美國軍方叫停，相關的訂單也撤單、研究成果轉換供P-40D改良，小鷹這個型號則被P-40D外銷型繼承。
美軍陳述叫停的理由，是它們判斷戰爭期間避免生產進度被新戰機轉換給拖累；但就後見之明，美軍已經判斷出縮小版的P-40沒有投資價值。
儘管產製計畫告終，但合約要求的2架原型機仍在1941年2月完成；1號原型機為XP-46，2號原型機則是XP-46A，XP-46A為了搶完工時程因此沒有裝上武器及無線電。
2架XP-46隨後在陸軍進行測試，結果則相當不理想。在1941年2月15日，XP-46A首飛，可以在12,200英尺的高度實現410英里的極速；但是在1941年9月29日全副裝備測試中，XP-46的極速便僅剩355英里（571.3公里），已與P-40D相差無幾。也證明了陸軍在1940年作出了明智決定，確定該機技術價值後，陸軍隨即正式終止XP-46開發計畫。

## 與P-51的關係
由於XP-46是美國在1930年代末期少見將機腹設置液冷引擎散熱鰭，既往有論點認為北美航空在研發NA-73之際斥資56,000美元採購P-40與XP-46的空氣動力測試參數。而NA-73後續演進成P-51戰鬥機，因此兩機型間有些許的血脈關係。
但P-51的機腹散熱器不只具備散熱功能，其進氣道運用了梅雷迪斯效應，還可利用散熱氣流加壓噴射，提升飛機極速；這類理論則完全沒用在XP-46上，而是北美航空自己的獨特研發成果。兩者雖布局類似，但內在則天壤之別。

## 外部連結
- Curtiss XP-46 （页面存档备份，存于）
- Curtiss XP-46 Fighter Aircraft （页面存档备份，存于）